# Asterix & Obelix al servizio di Sua Maestà
Asterix e Obelix al servizio di Sua Maestà (Astérix et Obélix: Au service de Sa Majesté) è un film del 2012 diretto da Laurent Tirard.
È il quarto di quattro film ispirati ai fumetti di René Goscinny e Albert Uderzo, preceduto da Asterix & Obelix contro Cesare, Asterix & Obelix - Missione Cleopatra e Asterix alle Olimpiadi.
La pellicola, con protagonisti Édouard Baer e Gérard Depardieu nel ruolo, rispettivamente, di Asterix e Obelix, tratta dai fumetti Asterix e i Britanni e Asterix e i Normanni, è uscita in Francia in 3D il 6 ottobre 2012 ed in Italia il 10 gennaio 2013.

## Trama
Nei mari britannici una nave di pirati viene affondata dalle trireme dei Romani, i quali, capeggiati da Giulio Cesare, hanno intenzione di sottomettere la popolazione locale, cingendo d'assedio il villaggio nel quale risiede la Regina. Quest'ultima, al termine di una riunione con il soldato Beltorax, che ha scoperto il segreto della pozione magica di Panoramix, vedendo in quest'ultima la possibilità di liberare il suo popolo dall'assedio dei Romani, decide di mandarlo in missione in Armorica, affinché riesca a portarne un barile in Britannia.
Beltorax si reca dunque nel villaggio gallico, ripartendo insieme ad Asterix, Obelix e Goudurix (nipote del capo del villaggio, Abraracourcix) verso la Britannia. I Romani provano in tutti i modi a fermare i Galli e a sequestrare loro il barile di pozione magica, ma senza successo. Beltorax e i Galli, dopo parecchie ore di cammino (durante le quali Asterix e Obelix hanno numerose incomprensioni causate dal fatto che Asterix abbia cercato di rompere il ghiaccio, con scarsi risultati, con una ragazza britannica), giungono infine a casa di Ophelia (la fidanzata di Beltorax) e dell'istitutrice di quest'ultima, Miss Macintosh (di cui Obelix si innamora).
I Romani, nel tentativo di fermare i Galli, chiedono l'aiuto dei Normanni, che acconsentono, a patto però che il loro approdo in Britannia possa essere l'occasione giusta per scoprire la paura, cosa a loro completamente sconosciuta, in quanto essi pensano che la paura metta le ali, nel vero senso della parola. I Galli custodiscono il loro barile presso l'osteria di Relax, ma i Romani sequestrano i barili di tutte le osterie. Fatta eccezione per Goudurix (impegnato in un appuntamento in spiaggia con Ophelia, cosa che scatenerà in seguito le gelosie di Beltorax e che si concluderà col rapimento di entrambi da parte dei Normanni dopo che questi sentono lei dire a lui di essere il campione della paura), i Galli vanno a recuperare i barili, sfruttando l'ebbrezza dei soldati, i quali erano stati incaricati di bere da ogni barile per scoprire in quale di questi si trovasse la pozione (in realtà un soldato lo scoprirà, ma in stato di ebbrezza). Sfortunatamente anche Obelix eccede con il vino vino, e ciò porta al furto del carro utilizzato per trasportare il barile da parte di un ladro di carri e all'arresto e cattura di Asterix, con la tortura del boia come pena.
Nel frattempo, un Normanno, dopo essere stato catturato ed educato al galateo da Miss Macintosh e da Ophelia allo scopo di ritrovare Goudurix, conduce tutti alla meta, strappando però un arazzo che i Macintosh cucivano da 5 generazioni e scatenando l'ira di Miss Macintosh, la quale ha una reazione di rabbia nei confronti dei Normanni (che proprio grazie a questo episodio scoprono la paura e tentano di volare, precipitando tuttavia in mare); sconfitti i Normanni, Miss Macintosh ricambia finalmente l'amore che Obelix provava per lei. Dopo aver liberato Asterix, lui e gli altri scoprono che il barile si trova in un campo di rugby in cui si sta disputando una partita; grazie ad uno stratagemma, i galli lo recuperano. Tuttavia, un romano fa affondare la loro barca e con essa il barile, decretando l'apparente sconfitta di Britanni e Galli. Ciononostante, dopo che Obelix, in seguito ad un'accesa discussione con Asterix, abbandona il gruppo per andare a un "acqua calda party" con la sua ragazza e delle sue amiche, Asterix, Goudurix e Beltorax giungono al villaggio della Regina, preparando una falsa pozione sul momento grazie a delle foglie di tè possedute da un mercante indiano incontrato più volte sul loro cammino.
Mentre i Romani stanno per sferrare l'attacco decisivo, i Britanni bluffano e sembrano poter prevalere, con i Romani che indietreggiano di fronte ad Asterix e ai stessi britanni che inseguono i Romani colpendoli con dei bastoni, ma improvvisamente uno di loro va a sbattere contro lo scudo di un Romano rimanendo svenuto, cosicché i Britannici rimangono inchiodati di fronte ai Romani, che scoprono il trucco e tornano alla carica. Ma in quel momento, il ritorno di Obelix chiude finalmente la battaglia a favore dei Britanni, facendo finire in mare i legionari romani.
I Britannici celebrano una festa, durante la quale Goudurix suona il rock insieme ad altri Britannici, la Regina loda i protagonisti, Beltorax (nel frattempo nominato baronetto da Sua Maestà) si dichiara finalmente alla sua amata e anche Obelix e Miss Macintosh si riappacificano, ancora innamorati nonostante Obelix l'abbia abbandonata nel bel mezzo dell'appuntamento, poiché lei comprende che lui lo ha fatto per una giusta causa. I Romani abbandonano l'isola, mentre Cesare, non contento della sconfitta, scrive sul De bello Gallico che i suoi hanno vinto, nonostante ciò non sia vero.

## Personaggi
- Asterix: guerriero gallico, agile e dotato di una grande forza (che aumenta bevendo la pozione magica). Come al solito il suo contributo risulterà decisivo per la vittoria gallica (e in questo caso anche britannica) sui Romani. Durante il film proverà anche a rompere il ghiaccio con due donne Britanniche, tuttavia verrà respinto dalla prima (nell'osteria di Relax), mentre il secondo tentativo, nonostante la cosa sia in questo caso reciproca, fallirà a causa dell'intrusione dei Romani, che lo arresteranno. Avrà numerose incomprensioni con Obelix, ma alla fine i due si riappacificheranno.
- Obelix: guerriero gallico, robusto e dotato di una forza sovrumana (nel suo caso, essendo lui caduto nel calderone della pozione magica quando era piccolo, gli effetti della stessa sono permanenti, pertanto non ha bisogno di berla). Come sempre il suo contributo sarà non solo decisivo, ma anche fondamentale per sconfiggere le legioni romane. Durante il film si innamora di Miss Macintosh, ricambiato. Avrà diverse incomprensioni con Asterix, ma alla fine i due si riappacificheranno.
- Goudurix: ragazzo gentile e di buon cuore, aspirante bardo, nipote di Abraracourcix (il capo del villaggio gallico), a differenza di Asterix e Obelix non è molto propenso a combattere, preferendo uno stile di vita molto meno bellico e più sedentario rispetto a quello dei suoi amici. Durante il film scatenerà le gelosie di Beltorax quando avrà un appuntamento sulle scogliere britanniche con Ophelia, la fidanzata di quest'ultimo (della quale sembra essere innamorato), e dimostrerà anche di non essere molto coraggioso, venendo definito come "il campione della paura" dalla ragazza e rapito dai Normanni per questo motivo. Da questo punto di vista un cambiamento radicale avverrà proprio sul finale, quando sarà il primo a partire all'attacco nei confronti dei nemici. Il suo contributo si rivelerà dunque decisivo per il successo di Galli e Britanni sui Romani. A fine film suonerà la sua arpa in un gruppo rock.
- Beltorax: guerriero britannico, sarà lui a scoprire il segreto della pozione magica dei Galli e verrà mandato dalla Regina in missione per farne portare un barile nel suo villaggio. Durante il film mostrerà uno stile di vita caratterizzato dalla tipica rigidità britannica, cosa che scatenerà numerosi dissidi con la sua fidanzata Ophelia e che lo porterà ad ingelosirsi quando quest'ultima uscirà con Goudurix. Tuttavia, dopo essere risultato decisivo per il successo sui Romani, alla fine mostrerà tutti i sentimenti per la sua ragazza, dichiarando di amarla, ricambiato.
- Miss Macintosh: istitutrice di Ophelia, apparentemente molto rigida. Nel corso del film si innamora a sua volta di Obelix, ed infine decide di abbandonare la sua rigida e severa educazione proprio per questo motivo. Il suo contributo sarà decisivo per far raggiungere ai Normanni il loro scopo, ovvero quello di scoprire la paura.
- Ophelia: ragazza giovane e di buon cuore, avrà numerose incomprensioni col suo ragazzo Beltorax, del quale scatenerà la gelosia a causa della sua uscita con Goudurix, di cui sembra inizialmente innamorarsi, salvo poi respingerlo dopo avergli detto di essere "il campione della paura" durante l'imboscata normanna, e solo apparentemente condividerà la rigida educazione impartitale da Miss Macintosh. Alla fine ricambierà i sentimenti che Beltorax dimostrerà di provare nei suoi confronti.
- Regina Cordelia: è la governatrice britannica (parodia di Elisabetta II), che, pur essendo inizialmente restia, manda in missione Beltorax affinché porti la pozione magica al suo villaggio, allo scopo di liberarlo dall'assedio romano. Alla fine attribuirà a Beltorax la nomina reale di Baronetto.
- Cesare: generale romano, il suo obiettivo è quello di sottomettere la Britannia, fallirà nel suo intento. Tuttavia, pur non essendo vero, scriverà sul De bello Gallico di aver vinto e risparmiato i suoi nemici per magnanimità.
- Guerrieri Normanni: soldati rozzi e dotati di una grande forza, vogliono scoprire cosa sia la paura, convinti che questa metta le ali e possa dunque farli volare. Alla fine riusciranno nel loro intento, ma finiranno in mare tentando di spiccare il volo.

## La saga cinematografica di Asterix
- Asterix & Obelix contro Cesare (1999)
- Asterix & Obelix - Missione Cleopatra (2002)
- Asterix alle Olimpiadi (2008)
- Asterix & Obelix - Il regno di mezzo (2023)